# Пьета (картина Тициана)
«Пьета́» (итал. La Pietà — сострадание, милосердие, любовь, жалость, оплакивание) — картина венецианского художника Тициана Вечеллио, написанная в 1575—1576 годах. Это была его последняя работа, законченная после его смерти Якопо Пальмой Младшим. Картина хранится в венецианской Галерее Академии.

## История картины
Картина была задумана по обету (лат. ex voto) ради прекращения эпидемии чумы, ставшей причиной смерти художника 27 августа 1576 года. Тициан был похоронен в специально отведенной капелле церкви Санта-Мария-Глорьоза-дей-Фрари на следующий день после смерти.
До этого трагического события художник намеревался разместить своё последнее произведение в капелле Распятия базилики Фрари с целью получить разрешение для последующего захоронения (в этой базилике он был крещён). В церкви Фрари уже находились два его шедевра: «Ассунта» и «Мадонна Пезаро». Однако монахи-францисканцы, в ведении которых находилась церковь, не соглашались на замену существующего чтимого образа на новый, поэтому Тициану пришлось прервать работу.
К моменту его смерти картина всё ещё оставалась незавершённой в его доме, откуда она перешла к Пальме Младшему, который закончил её, добавив надпись на латинском языке на ступеньке, изображённой в нижней части картины, в которой сообщил, что завершил работу: «Quod Titianus inchoatum est Palma reverenter absolvit Deoq. dicavit opus» (То, что Тициан начал, Пальма с благоговением закончил и посвятил дело Богу).
Через 200 лет после смерти Тициана учениками скульптора Антонио Кановы по заказу австрийского императора Фердинанда I в базилике Фрари над местом захоронения Тициана было создано скульптурное надгробие (1838—1852) в стиле барокко из каррарского мрамора.
В 1814 году «Пьета» Тициана поступила в Венецианскую Академию, в 1829 году картина была включена в число произведений, предназначенных для продажи, которая, к счастью, не состоялась.

## Иконография и стиль
Картина Тициана «Пьета» является последним произведением мастера. Она отличается мрачной выразительной силой и трагическим настроением, необычными для венецианского искусства. Иконография и стиль картины на первый взгляд кажутся странными: тёмные краски, «рыхлый» рисунок, множество бликов и чёрных контуров, отсутствие чёткости в моделировке фигур. «Формы появляются как призраки из окружающей тьмы, а масса уменьшается до мерцающего узора цвета и света».
Действие происходит на фоне эдикулы — архитектурной ниши в «рустичном», маньеристическом стиле Джулио Романо и его школы, что не соответствует евангельскому повествованию. Фигуры Девы Марии, поддерживающей тело Христа и коленопреклонённого Никодима, кажутся слишком мелкими. Стоящая слева Мария Магдалина показана в резком движении с призывающим жестом правой руки. Неясно: она только что прибыла не место происшествия или в ужасе и отчаянии убегает. По интерпретации Сиднея Дж. Фридбурга, это «не столько картина о христианской смерти и трагедии, сколько великолепное и страстное подтверждение как искусства, так и жизни. Истинный главный герой — Магдалина, сияющая зелёным светом на золотом фоне, которая выходит из картины в реальный мир, крича, осязаемая, величественная и одна с нами в этой жизни. Она изображает крик горя, но производит эффект провозглашения победы». Считается, что под видом старца Никодима Тициан изобразил самого себя. В годы написания картины художнику было около восьмидесяти шести лет.
В конхе эдикулы, воспринимающейся алтарной нишей, на фоне золотистой мозаики (дань венецианским традициям), сверкающей в свете факела, который несёт ангел, виднеется рельеф: пеликан, кормящий детёнышей своей плотью — традиционный символ Евхаристии и Воскресения. По сторонам ниши расположены две статуи, их наименования обозначены латинскими надписями, «высеченными» на основаниях: Моисей со скрижалями Завета и Сивилла Геллеспонтская, предсказавшая Крест и Воскресение.
Отрывки из греческих писаний, которые виднеются на статуях, остаются нерасшифрованными. На пьедесталах изображены протомы, или маскароны, львов. Они интерпретируются двояко: атрибут Святого Марка, небесного покровителя города Венеция, и элемент герба семьи Вечеллио, но также могут олицетворять Божественную премудрость. Путто в левом углу картины, возможно, несёт сосуд с миро (атрибут Марии Магдалины).
Б. Р. Виппер писал о живописи «позднего Тициана»: «Особенностью живописи позднего Тициана является то, что, будучи полностью завершённой, она вместе с тем как бы обнаруживает перед зрителем самый процесс создания картины, становления образа в ходе его творческого воплощения. В то же время в поздней живописи Тициана нет никаких элементов ни виртуозной игры кистью, ни произвола технического опыта… Краски позднего Тициана создают образы такой неоспоримой реальности, такого единства света и воздуха, такого органического слияния духовного и материального, какого до него не достигал ни один живописец».

## Детали картины

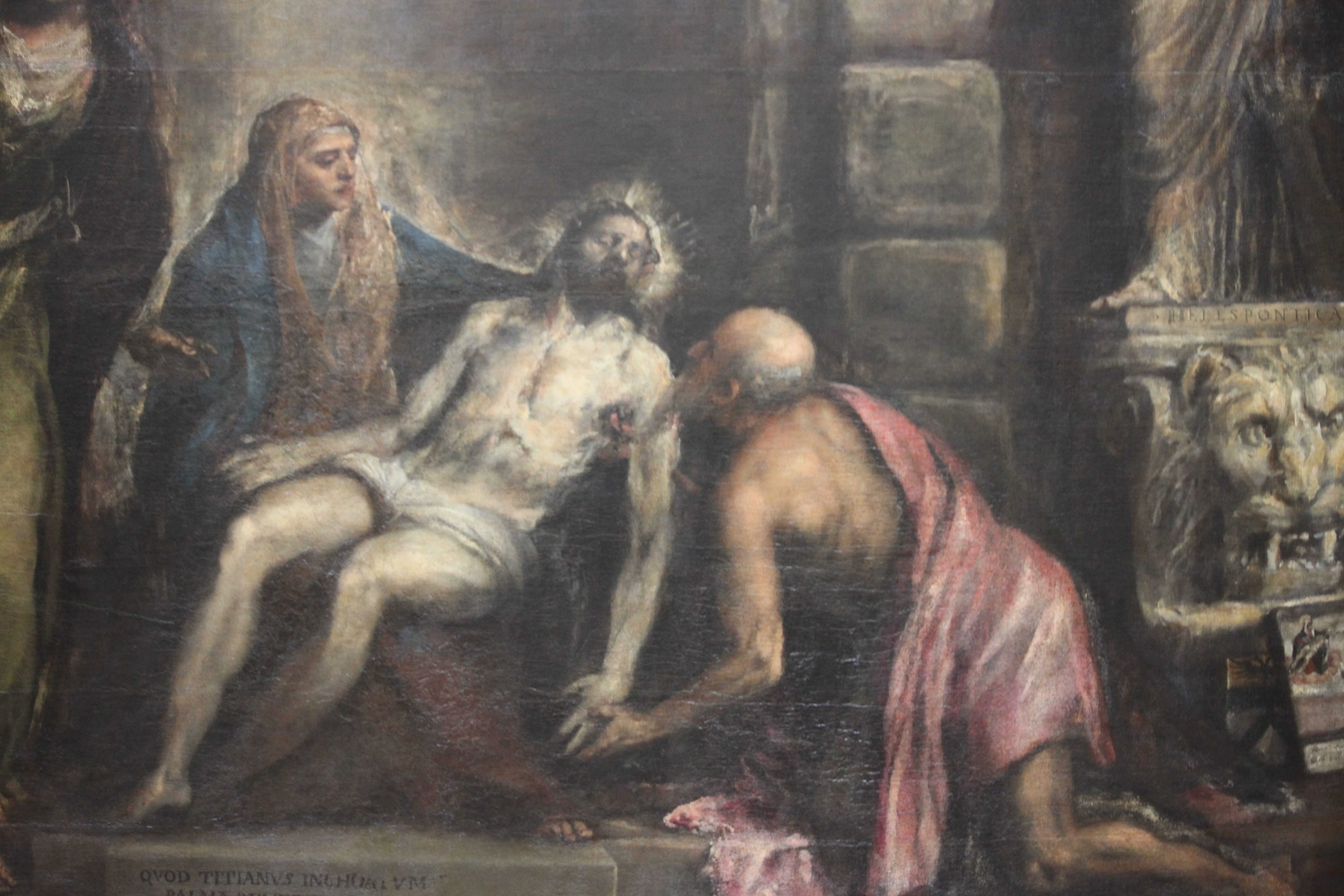
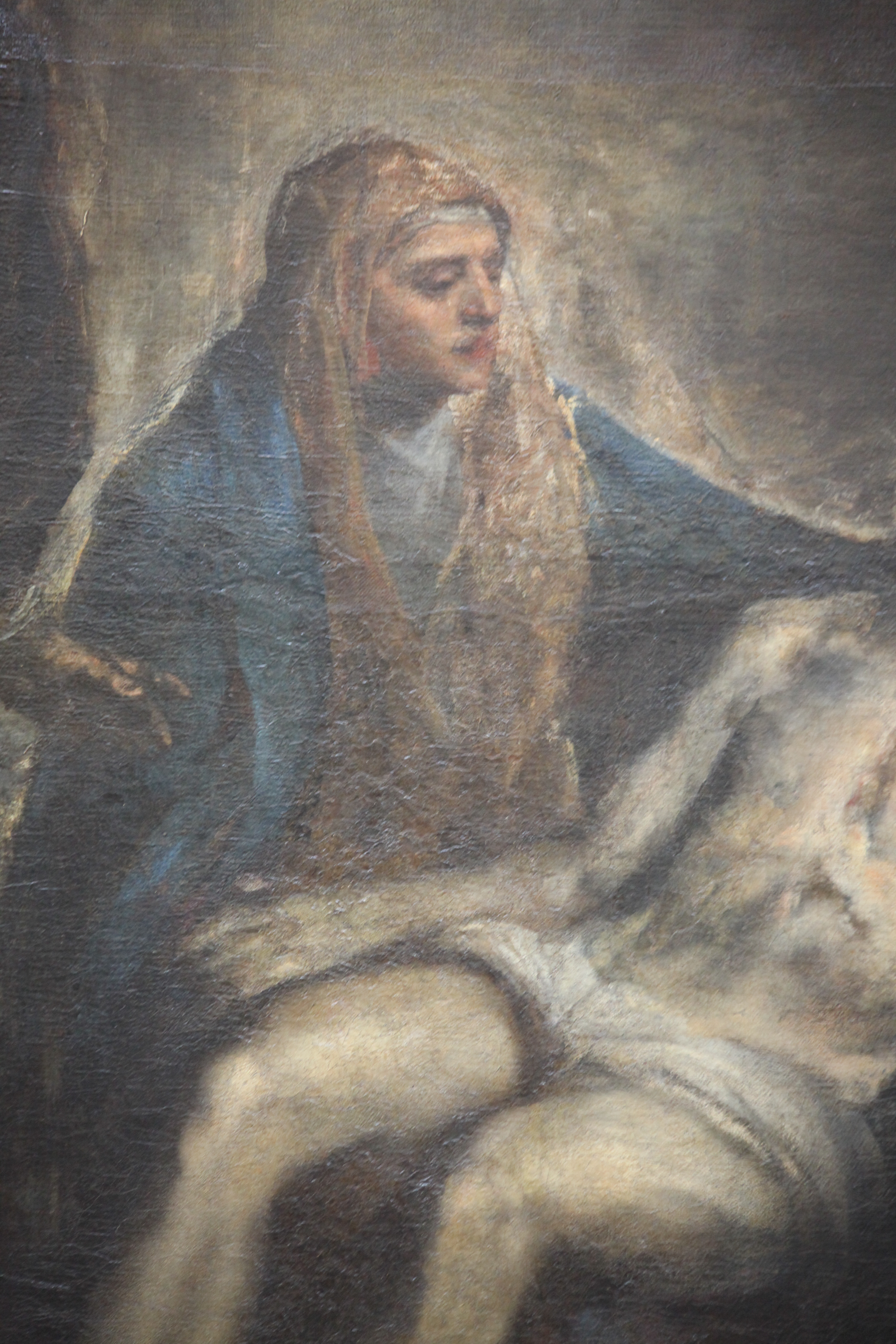
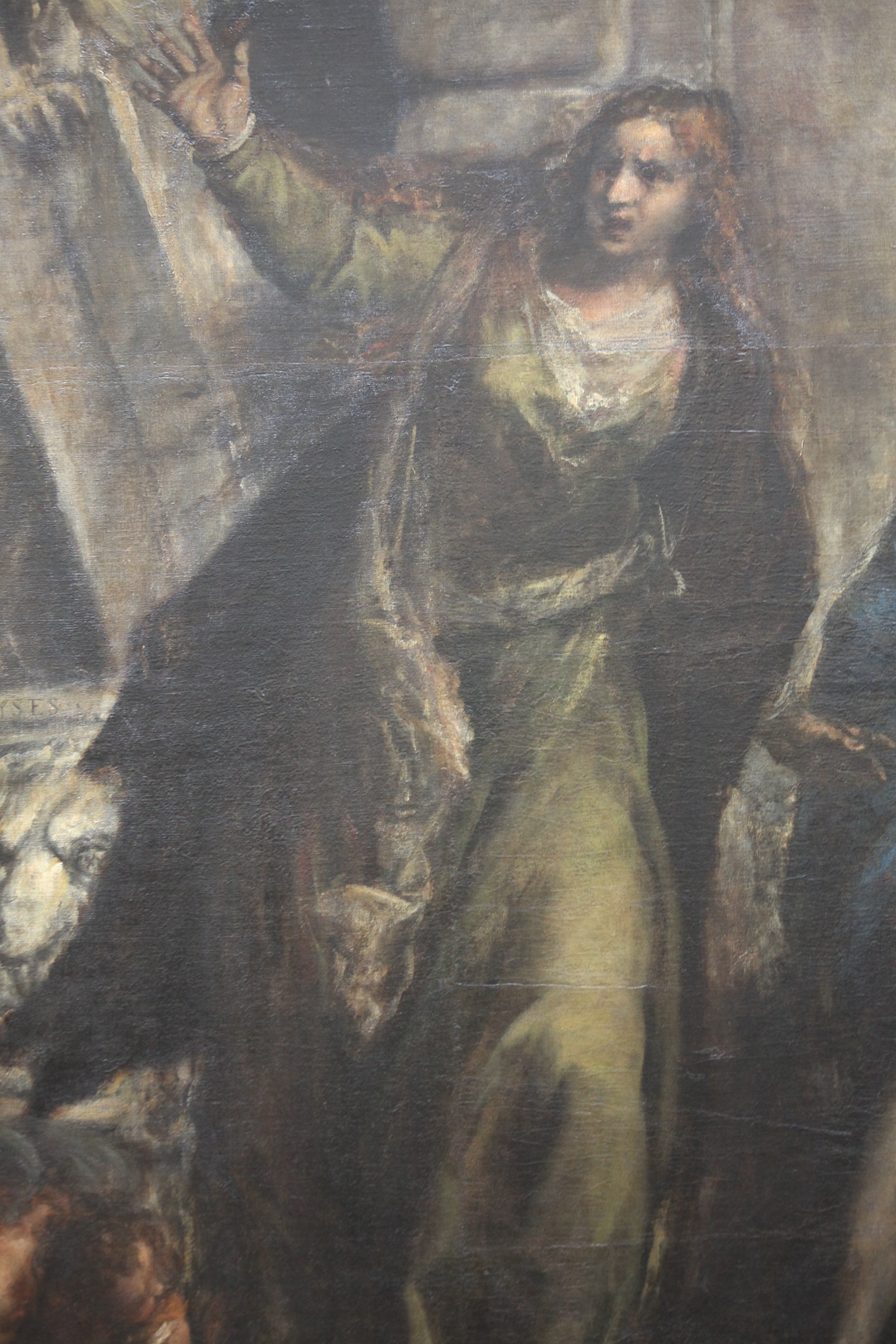
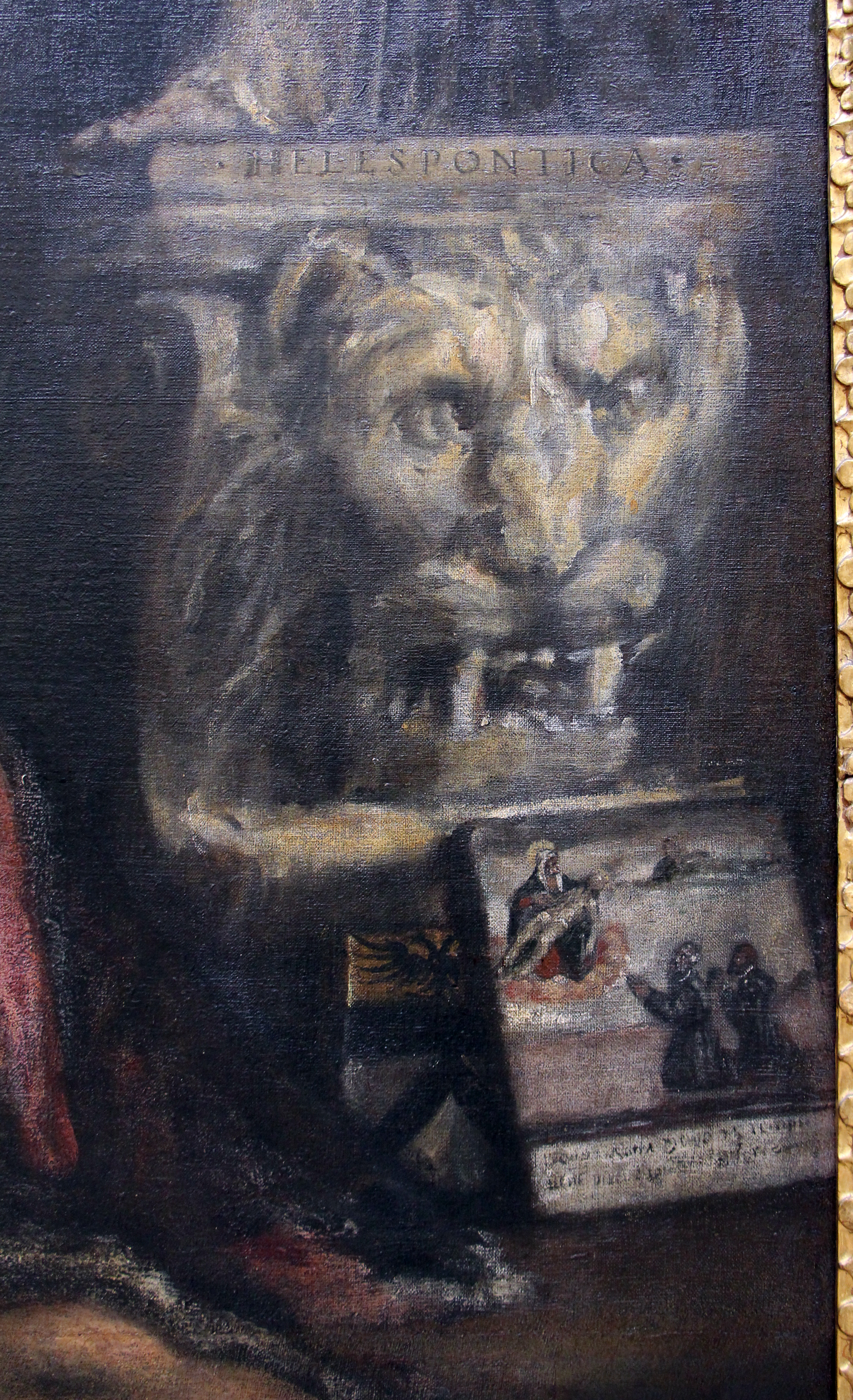
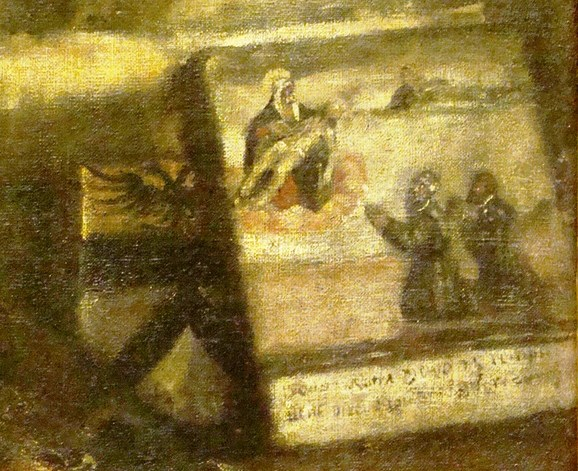